# Pantopsalis listeri
Espèce
Synonymes
- Phalangium listeri White, 1849
- Megalopsalis luna Forster, 1944

Pantopsalis listeri est une espèce d'opilions eupnois de la famille des Neopilionidae.

## Distribution
Cette espèce est endémique de Nouvelle-Zélande.

## Description
Le mâle décrit par Simon en 1879 mesure 5 mm.

## Systématique et taxinomie
Cette espèce a été décrite sous le protonyme Phalangium listeri par White en 1849. Elle est placée dans le genre Pantopsalis par Simon en 1879.
Megalopsalis luna a été placée en synonymie par Taylor en 2013..

## Publication originale
- White, 1849 : « Descriptions of apparently new species of Aptera from New Zealand. » Proceedings of the Zoological Society of London, vol. 1849, p. 3-6 (texte intégral).